# Curryklemme

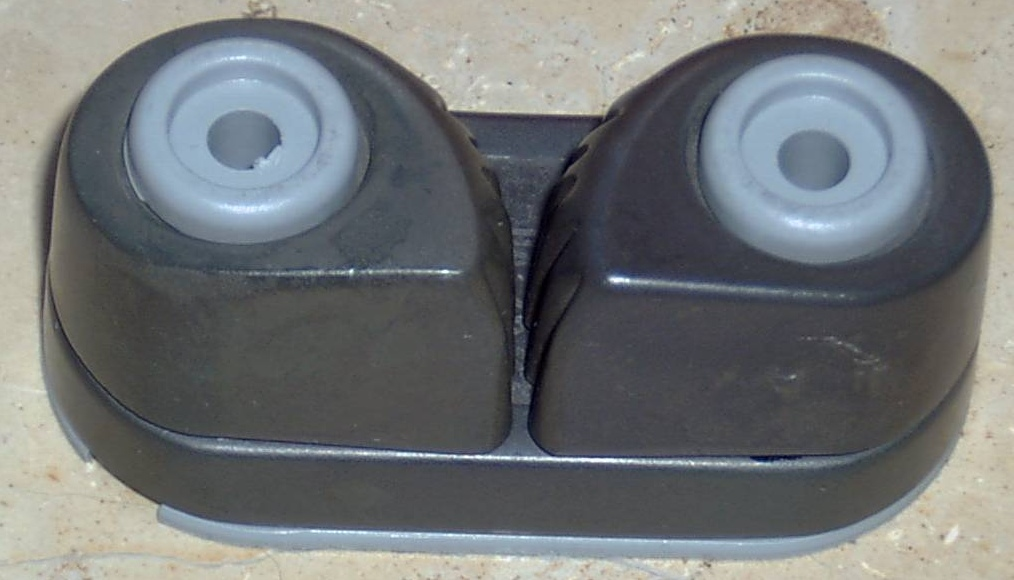
Curryklemme

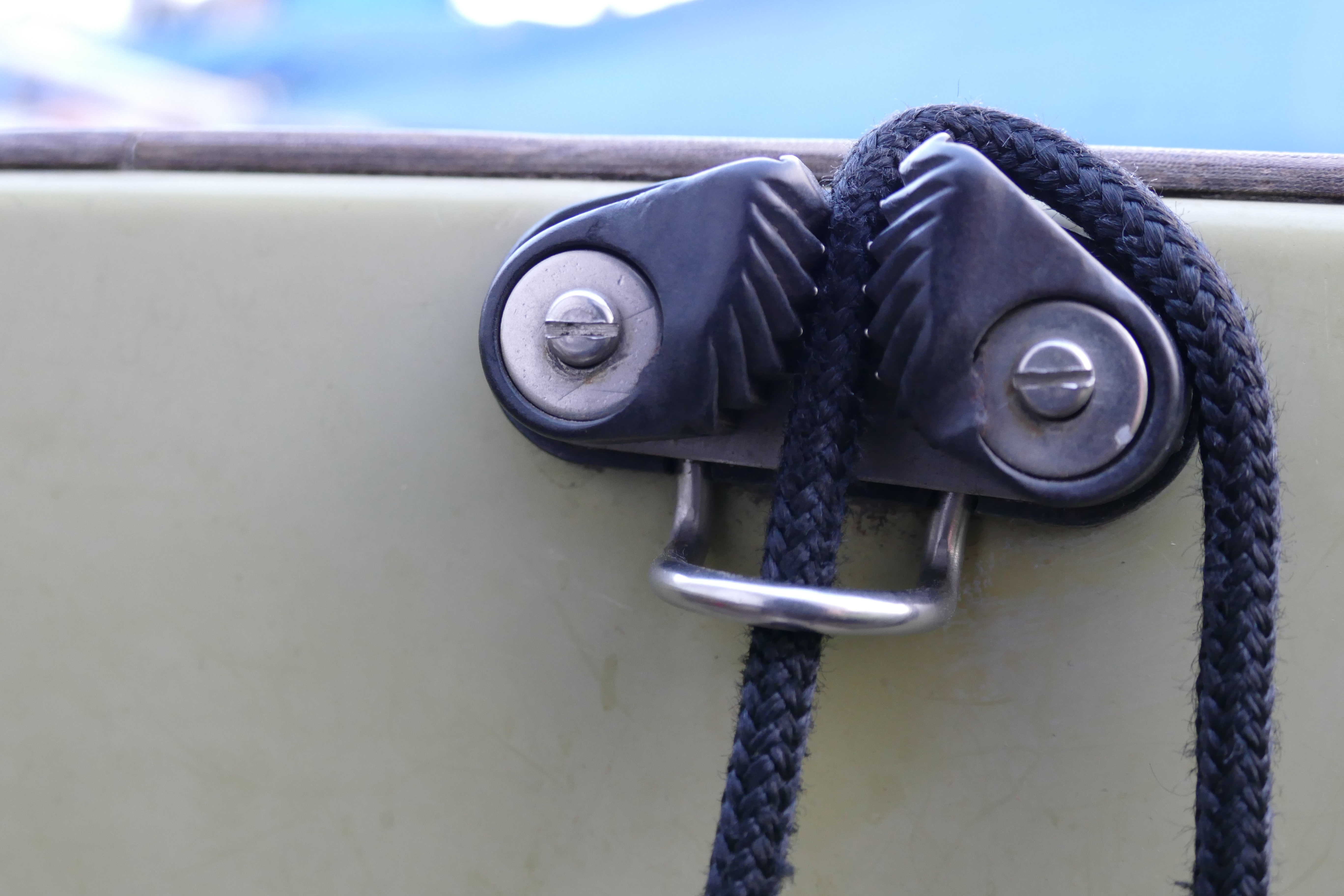
Curryklemme (andere Seite mit Leine)

Die Curryklemme (Englisch: cam-cleat) ist eine schnell bedienbare Klemme für Schoten auf Segelbooten. Sie wurde nach Manfred Curry benannt, einem 1899 in München geborenen Segler, Wissenschaftler und Erfinder mit amerikanischem Pass. Curry hat die Klemme offenbar in den 1920er Jahren als bulldog jam cleat in den USA kennengelernt und in Deutschland durch zahlreiche Regattaerfolge bekannt gemacht.

## Funktionsweise
Die Curryklemme besteht aus zwei drehbaren, auf parallelen Achsen angebrachten Kunststoff- oder Metallbacken, zwischen denen eine Leine eingeklemmt werden kann. Die Backen (oder „Nocken“) sind exzentrisch geformt und werden durch Federn gegeneinander gepresst. Zur Verstärkung der Klemmwirkung haben ihre Auflageflächen ein gezacktes Profil.
Wird eine Leine durch die Curryklemme geführt, ist sie in Richtung des Seglers weiterhin leicht beweglich, da die Drehfedern nachgeben. Wirkt jedoch eine Zugkraft – etwa die eines Segels – aus der anderen Richtung, klemmen die Backen die Leine augenblicklich ein. Zum vollständigen Lösen kann die Leine schnell nach oben aus der Klemme herausgezogen oder -geworfen werden.
Curryklemmen werden beim Segeln häufig bei der Führung der Schoten eingesetzt, deren Stellung oft verändert werden muss. Für eine dauerhafte Befestigung von Tauwerk und für die Schotführung auf größeren Segelschiffen sind sie ungeeignet; für solche Zwecke stehen meist Klampen und andere belastbarere Beschläge zur Verfügung, auf denen ein Leinenende sicher belegt werden kann.
Häufig sichert eine Leitöse oder ein an der Curryklemme angebrachter Bügel die Leine zusätzlich, gibt ihr Führung und verhindert, dass sie, aus der Klemme gelöst, außer Reichweite gerät.